# Nguyễn Thị Thanh Nhàn
Nguyễn Thị Thanh Nhàn (sinh năm 1969) là một nữ doanh nhân người Việt. Bà là Chủ tịch Hội đồng quản trị kiêm Tổng giám đốc Công ty cổ phần Tiến bộ Quốc tế (AIC).
Từ năm 2022, Nhàn bị khởi tố, truy tố trong hàng loạt vụ án tham nhũng, đưa hối lộ, vi phạm quy định đấu thầu liên quan đến hoạt động của Công ty cổ phần Tiến bộ Quốc tế. Tuy nhiên, Nhàn đã bỏ trốn và hiện bị công an Việt Nam truy nã.

## Tiểu sử
Nguyễn Thị Thanh Nhàn sinh ngày 22 tháng 8 năm 1969 tại Bắc Ninh trong một gia đình đông con. Cha bà là Nguyễn Văn Mỹ, mẹ bà là Nguyễn Thị Hỵ. Bà từng theo học tại Trường Đại học Ngoại ngữ và Trường Đại học Ngoại thương. Bà biết tiếng Anh, tiếng Trung, tiếng Nga và tiếng Nhật.
Năm 1999, Nhàn là cán bộ phụ trách mảng xuất khẩu lao động tại Công ty Xây dựng và Thương mại Traenco thuộc Bộ Giao thông Vận tải.
Năm 2005, công ty Traenco thuộc sở hữu Nhàn được cổ phần hoá và đổi tên thành Công ty cổ phần Tiến bộ Quốc tế (AIC), trụ sở tại 69 Tuệ Tĩnh, Hai Bà Trưng, Hà Nội. Thời điểm đó, AIC không chỉ đơn thuần xuất khẩu lao động mà còn ký hợp đồng cung cấp nguồn nhân lực cho các khu công nghiệp, khu chế xuất ở Việt Nam.
Năm 2015, Nhàn được Viện Hàn lâm Quốc tế về các nghiên cứu hệ thống Liên Bang Nga (Viện IASS) trao tặng hai danh hiệu Viện sĩ có thành tích xuất sắc nhất giai đoạn 2004 - 2014 và phần thưởng Ngôi sao Vernadski. Bà là Viện sĩ, Tiến sĩ và cũng là người phụ nữ đầu tiên của châu Á và Việt Nam được Viện IASS trao tặng hai danh hiệu này.
Năm 2017, Nhàn được tạp chí Forbes Việt Nam xếp trong danh sách 50 phụ nữ có ảnh hưởng nhất Việt Nam. Tháng 11 năm 2018, bà được trao tặng Huân chương Mặt trời mọc, người trẻ tuổi nhất được tặng Huân chương Mặt trời mọc; trước đó, chưa từng có người nào dưới 50 tuổi được tặng huân chương này. Nhàn và Công ty AIC từng nhận rất nhiều giải thưởng và nhiều bằng khen của thủ tướng, huân chương, huy chương, nhiều bằng khen của các bộ, ban, ngành và địa phương ở Việt Nam.
Từ năm 2022, Nhàn bị công an Việt Nam khởi tố, truy tố trong hàng loạt vụ án tham nhũng, đưa hối lộ, vi phạm quy định về đấu thầu liên quan đến hoạt động của Công ty cổ phần Tiến bộ Quốc tế. Tuy nhiên, Nhàn đã bỏ trốn và được cho là đang xin tị nạn chính trị tại Đức dưới sự bảo vệ nghiêm ngặt của cảnh sát liên bang.
Ngày 18 tháng 1 năm 2023, Nhàn bị khai trừ ra khỏi Đảng Cộng sản Việt Nam.

### Công ty cổ phần Tiến bộ Quốc tế (AIC Group)
AIC có tiền thân là Trung tâm xuất khẩu lao động Tralace trực thuộc Bộ Giao thông Vận tải Việt Nam, được thành lập và chính thức đi vào hoạt động vào ngày 10 tháng 9 năm 1999. Tháng 10 năm 2005, Trung tâm xuất khẩu lao động Tralacen được cổ phần hóa và đổi tên thành Công ty cổ phần Tiến bộ Quốc tế (AIC Group).
AIC Group là doanh nghiệp đa lĩnh vực kinh doanh, bao gồm y tế, giáo dục, đào tạo nhân lực, bất động sản, năng lượng, khoa học công nghệ, với 29 công ty thành viên, hàng ngàn cán bộ nhân viên và hàng trăm đối tác lớn trên toàn cầu. Trong nhiều năm, AIC Group luôn đứng đầu Việt Nam về xuất khẩu lao động với việc đưa hàng trăm ngàn lượt người đi làm việc tại nước ngoài.
Tính đến tháng 9 năm 2020, AIC Group có vốn điều lệ 1.350 tỉ đồng, trong đó Nguyễn Thị Thanh Nhàn Nhàn góp 765,23 tỉ đồng, chiếm tỉ lệ sở hữu chi phối với 76,5% vốn điều lệ.
Theo đánh giá của Công ty cổ phần Báo cáo đánh giá Việt Nam, Công ty Cổ phần Tiến bộ quốc tế được xếp vào nhóm 500 doanh nghiệp lớn nhất cả nước, doanh thu của công ty theo báo cáo tài chính năm 2012 đạt hơn 10.000 tỉ đồng.

## Bê bối

### Vụ án tại Bệnh viện Đa khoa Đồng Nai
Ngày 29 tháng 4 năm 2022, Cơ quan Cảnh sát điều tra khởi tố vụ án hình sự "Vi phạm quy định về đấu thầu gây hậu quả nghiêm trọng" xảy ra tại Bệnh viện Đa khoa Đồng Nai, Công ty AIC và các đơn vị liên quan và khởi tố bị can, Lệnh bắt bị can để tạm giam, Lệnh khám xét đối với các đối tượng về tội "Vi phạm quy định về đấu thầu gây hậu quả nghiêm trọng" đối với Phan Huy Anh Vũ, nguyên Giám đốc Bệnh viện Đa khoa Đồng Nai (hiện là Giám đốc Sở Y tế tỉnh Đồng Nai); Nguyễn Thị Thanh Nhàn, nguyên Chủ tịch Hội đồng quản trị kiêm Tổng Giám đốc Công ty AIC; Hoàng Thị Thúy Nga, nguyên Phó Tổng giám đốc Công ty AIC cùng 3 nhân viên khác.
Cơ quan điều tra cáo buộc Nhàn và nguyên Giám đốc Bệnh viện Đa khoa Đồng Nai Phan Huy Anh Vũ trong quá trình lãnh đạo, chỉ đạo ký các thủ tục, hồ sơ đấu thầu 12 gói thầu cho Công ty AIC trúng thầu tại dự án xây dựng Bệnh viện Đa khoa Đồng Nai với tổng giá trị 476,87 tỉ đồng đã thông đồng, móc ngoặc với các Công ty Mediconsult, Công ty Thẩm định giá Thế hệ mới trong việc lập, phê duyệt, điều chỉnh danh mục và giá trang thiết bị của Dự án đầu tư xây dựng Bệnh viện Đa khoa Đồng Nai; lập, phê duyệt báo cáo thẩm định 11/12 gói thầu do Công ty AIC trúng thầu với giá cao hơn so với giá pháp luật quy định, gây thiệt hại 152 tỉ đồng tài sản Nhà nước.
Cơ quan Cảnh sát điều tra đề nghị truy tố Nhàn về tội vi phạm quy định về đấu thầu gây hậu quả nghiêm trọng và đưa hối lộ, cho rằng Nhàn gián tiếp và trực tiếp đưa hối lộ cho cựu bí thư Tỉnh uỷ Đồng Nai Trần Đình Thành 14,5 tỉ đồng, cựu chủ tịch Uỷ ban nhân dân tỉnh Đồng Nai Đinh Quốc Thái 14,5 tỉ đồng và cựu giám đốc Sở Y tế 14,8 tỉ đồng từ năm 2010 đến năm 2021.
Ngày 10 tháng 5 năm 2022, Cơ quan Cảnh sát điều tra cho biết Nhàn đã bỏ trốn và ra quyết định truy nã Nhàn.
Nhiều tài sản của Nhàn bị phong toả, kê biên, bao gồm hơn 107 tỉ đồng trong bốn tài khoản ngân hàng, một  biệt thự tại phố Trần Hưng Đạo, phường Cửa Nam, quận Hoàn Kiếm, Hà Nội do bố đứng tên cho Nhàn, một biệt thự đứng tên Nhàn tại phố Nguyễn Huy Tự, phường Bạch Đằng, quận Hai Bà Trưng, Hà Nội, sáu căn hộ tại khu chung cư cao cấp Pacific Place trên phố Lý Thường Kiệt, phường Trần Hưng Đạo, quận Hoàn Kiếm, Hà Nội và một thửa đất diện tích hơn 4.000 m2 thuộc dự án đấu giá quyền sử dụng đất phường Xuân Đỉnh, quận Bắc Từ Liêm, do Sở Tài nguyên và Môi trường Hà Nội cấp cho Công ty AIC.
Ngày 4 tháng 1 năm 2023, Nhàn bị tuyên phạt 16 năm tù tội vi phạm quy định về đấu thầu gây hậu quả nghiêm trọng, 14 năm tù về tội đưa hối lộ, tổng hợp hình phạt là 30 năm tù. Ngày 22 tháng 5 năm 2023, Toà án nhân dân cấp cao tại Hà Nội không chấp nhận đơn kháng cáo của luật sư thay mặt Nhàn vì Nhàn đã bỏ trốn.

### Vụ án tại Bệnh viện Sản nhi Quảng Ninh
Ngày 18 tháng 8 năm 2022, Nhàn bị khởi tố cùng 7 người khác về tội vi phạm quy định về đấu thầu gây hậu quả nghiêm trọng tại Bệnh viện sản nhi Quảng Ninh. 7 người bị bắt tạm giam là ba cán bộ Sở Y tế Quảng Ninh, phó tổng giám đốc AIC Nguyễn Hồng Sơn, kế toán trưởng AIC Đỗ Văn Sơn, trưởng ban 3 AIC Trương Thị Xuân Loan và Tổng giám đốc Công ty Mopha Nguyễn Thị Tích. Các bị can bị cáo buộc thông đồng với đơn vị tư vấn để ban hành chứng thư thẩm định giá cao hơn thực tế, móc ngoặc với nhà thầu và Công ty AIC để nâng giá thiết bị y tế, gây thiệt hại tài sản Nhà nước 73 tỷ đồng. Ngày 17 tháng 3 năm 2023, Cơ quan Cảnh sát điều tra khởi tố thêm năm bị can, bao gồm Nguyễn Anh Dũng, anh trai Nhàn, về tội vi phạm quy định về đấu thầu gây hậu quả nghiêm trọng.
Ngày 13 tháng 7 năm 2023, Cơ quan Cảnh sát điều tra đề nghị truy tố Nhàn, Nguyễn Anh Dũng về tội vi phạm quy định về đấu thầu gây hậu quả nghiêm trọng và những nhân sự cấp cao của Công ty AIC Nguyễn Hồng Sơn. Ngày 26 tháng 10 năm 2023, Nhàn bị tuyên phạt 10 năm tù về tội vi phạm quy định về đấu thầu gây hậu quả nghiêm trọng.

### Vụ án tại Trung tâm Công nghệ Sinh học Thành phố Hồ Chí Minh
Ngày 20 tháng 4 năm 2023, Nhàn bị cơ quan điều tra khởi tố liên quan đến sai phạm của Công ty AIC trong vụ án vi phạm quy định về đấu thầu tại Trung tâm Công nghệ Sinh học Thành phố Hồ Chí Minh. Kết luận điều tra xác định Nhàn đã chỉ đạo cấp dưới Công ty cổ phần Tiến bộ Quốc tế đưa hối lộ 14,4 tỉ đồng tổng cộng sáu lần cho giám đốc Trung tâm Công nghệ Sinh học Dương Hoa Xô dưới danh nghĩa "cảm ơn" Xô tạo điều kiện cho Công ty cổ phần Tiến bộ Quốc tế trúng các gói thầu từ năm 2015 đến năm 2018.
Ngày 24 tháng 5 năm 2024, Viện kiểm sát nhân dân tối cao ban hành cáo trạng truy tố Nhàn và 13 người khác. Cáo trạng xác định hành vi thông thầu do Nhàn chỉ đạo đã gây thiệt hại 83,1 tỉ đồng. Tại phiên toà, Xô khai gặp Nhàn lần đầu tiên vào tháng 4 năm 2014. Nhàn tiếp tục bỏ trốn và bị xét xử vắng mặt. Ngày 12 tháng 7 năm 2024, Nhàn bị tuyên phạt 24 năm tù về tội vi phạm quy định về đấu thầu gây hậu quả nghiêm trọng và đưa hối lộ.

### Vụ án tại Ban Quản lý Dự án công trình xây dựng y tế thuộc Sở Y tế tỉnh Bắc Ninh
Ngày 22 tháng 9 năm 2023, Cơ quan Cảnh sát điều tra khởi tố vụ án vi phạm quy định về đấu thầu tại Ban quản lý dự án công trình xây dựng y tế thuộc Sở Y tế Bắc Ninh liên quan đến sai phạm của Công ty AIC. Kết luận điều tra xác định Nhàn đưa hối lộ 13 tỉ đồng cho cựu chủ tịch Uỷ ban nhân dân tỉnh Bắc Ninh Nguyễn Nhân Chiến và 9,1 tỉ đồng cho cựu chủ tịch Uỷ ban nhân dân tỉnh Bắc Ninh Nguyễn Tử Quỳnh nhằm "cảm ơn" Chiến và Quỳnh tạo điều kiện cho Công ty AIC trúng các gói thầu cho sáu dự án bệnh viện đa khoa trong tỉnh.
Ngày 12 tháng 9 năm 2024, Viện kiểm sát nhân dân tối cao ban hành cáo trạng truy tố Nhàn về tội đưa hối lộ cùng với 12 người khác. Ngày 1 tháng 11 năm 2024, Nhàn bị tuyên phạt 13 năm tù về tội đưa hối lộ.

### Vụ án tại Trung tâm Ứng cứu khẩn cấp máy tính Việt Nam
Ngày 30 tháng 12 năm 2023, Cơ quan Cảnh sát điều tra khởi tố Nhàn và những người khác về tội vi phạm quy định về đấu thầu gây hậu quả nghiêm trọng liên quan đến sai phạm của Công ty AIC và Trung tâm Ứng cứu khẩn cấp máy tính Việt Nam (VNCERT) thuộc Bộ Thông tin và Truyền thông. Kết luận điều tra xác định Nhàn chỉ đạo cấp dưới phối hợp với VNCERT để thông thầu, thống nhất cộng thêm từ 40% đến 60% để ra giá dự toán. Sau khi trúng thầu, Công ty AIC đưa hối lộ một tỉ đồng cho cựu giám đốc VNCERT Nguyễn Trọng Đường. Tại phiên toà, Nhàn bị đề nghị 10-11 năm tù về tội vi phạm quy định về đấu thầu gây hậu quả nghiêm trọng.